# Пам'ятники Черкас
У сучасних Черкасах споруджено ряд пам'ятників і скульптур різної художньої та історичної цінності.
Прикметною особливістю монументальної міської скульптури Черкас є майже відсутність пам'ятників, що возвеличують діячів радянської доби, крім того місто (було до Ленінопаду) чи не єдиним з великих українських, принаймні, за винятком Західної України, де відсутні пам'ятники Леніну — великий монумент вождя пролетаріату на центральному однойменному майдані перед будівлею облради було знесено ще наприкінці осені 2008 року, причому процес розтягнувся на декілька днів і обернувся на подобу протистояння національних сил і прорадянськи налаштованих окремих, переважно літніх, громадян.
Ще одна цікава риса, радше тенденція у встановленні пам'ятників у місті, — спорудження їх на замовлення комерційних фірм з отриманням відповідних дозволів від міської влади, так би мовити, у рекламних цілях (скульптури перед міським ательє мод тощо).
Від початку 1990-х років у місті велися розмови про встановлення пам'ятника поету Василю Симоненку, який жив і працював у Черкасах. У 2-й половині 2000-х років на вулиці Хрещатик навіть встановлювали пам'ятник, який довелося демонтувати через цілковиту несхожість із прототипом. Нарешті 17 листопада 2010 року пам'ятник Василеві Симоненку був урочисто відкритий позад міського палацу одружень (історичний Будинок Щербини).
У квітні 2016 року в Черкасах було відкрито пам'ятник Борцям за волю України, яким увічнено пам'ять багатьох поколінь українців, що віддали життя боротьбі за свою національну державність.

## Пам'ятники
| Назва                                                            | Рік встановлення  | Розташування | Фото | Короткі відомості |
| Бика скульптура                                                  |                   | Біля Черкаського м'ясокомбінату                                                                                        |      | В основі скульптури лежить справжній хребет бика, завезеного сюди із Бельгії для розведення нової породи |
| Борцям за волю України пам'ятник                                 | 2016              | Перетин вул. Хрещатик та вул. Святотроїцької                                                                           |      | Присвячений усім поколінням українських військовиків, які боролися за національну державність України. |
| Бояну пам'ятник                                                  | 1986              | На площі 700-річчя Черкас                                                                                              |      | Встановлено уособленому образу народного воїна, трудівника і руського співця Бояну на честь 700-річчя Черкас. Скульптор А. В. Кущ, архітектор О. К. Стукалов. |
| Вірним захисникам України пам'ятний знак                         | 23 жовтня 2019    | На території Черкаського професійного ліцею                                                                            |      | У пам'ять про подвиг українських бійців. |
| Василю Липківському пам'ятник                                    | 18 січня 2019     | вул. Байди Вишневецького, біля Черкаського музичного училища імені С. С. Гулака-Артемовського                          |      | Встановлено на честь першого митрополита Української автокефальної православної церкви Василя Липківського. Скульптор — Єгор Терехов. |
| Висока нота скульптурна композиція                               | 19 травня 2018    | вул. Хрещатик, біля обласної філармонії                                                                                |      | Скульптор — Олександр Лідаговський |
| Військовим частинам, що звільняли місто 1943 року пам'ятний знак | 2005              | У парку Перемоги |      | Встановлено на честь 60-річчя перемоги в Другій світовій війні і військовим частинам, які звільняли Черкаси 1943 року |
| Водопровідному крану пам'ятник                                   | 2004              | Біля КП «Черкаський водоканал»                                                                                         |      | Встановлено на честь 90-річчя КП «Черкаський водоканал» |
| Воїнам-афганцям пам'ятний знак                                   | 1989              | На розі бульвару Шевченка і вулиці Святотроїцької                                                                      |      | Встановлено на честь загиблих воїнів у радянсько-афганській війні. Автори — архітектор А. Д. Петренко та художник І. Й. Лавріненко |
| Воїнам 8 гвардійської авіадивізії пам'ятник                      |                   | У парку Перемоги на площі Перемоги                                                                                     |      | Су-7 встановлено на честь 8 гвардійської авіадивізії, яка брала участь у звільненні Черкас 1943 року. |
| Воїнам 254 Черкаської стрілецької дивізії пам'ятний знак         | 1990              | У парку Перемоги |      | Встановлено в 45-у річницю Перемоги на честь 254 Черкаської дивізії, яка брала участь у звільненні Черкас 1943 року |
| Воїнам 254 Черкаської стрілецької дивізії пам'ятник              | 2003              | У парку Перемоги на площі Перемоги                                                                                     |      | 122-мм гаубиця зразка 1938 року (М-30) встановлена 14 грудня 2003 року на честь 254 Черкаської дивізії, яка брала участь у звільненні Черкас 1943 року. |
| Героям АТО пам'ятний знак                                        |                   | На розі вулиць Гетьмана Сагайдачного та Максима Залізняка                                                              |      | Перероблений із пам'ятного знаку Миколі Ватутіну на честь воїнів-атовців, учасникам війни на сході України |
| Героям громадянської війни обеліск                               |                   | Міський цвинтар по вулиці Гетьмана Сагайдачного                                                                        |      | Обеліск на честь героїв громадянської війни, що полягли за встановлення радянської влади у 1918—1920 роках |
| Дидюку В. І. пам'ятний знак                                      |                   | На площі біля залізничного вокзалу                                                                                     |      | Встановлено на честь Дидюка Василя Івановича, комісара золотого ешелону, учасника спасіння золотого запасу СРСР |
| Жертвам Голодоморів пам'ятний знак                               | 2006              | У Соборному парку |      | Встановлено в пам'ять про жертв Голодоморів та політичних репресій на Черкащині |
| Жертвам фашизму пам'ятний знак                                   |                   | У Соборному парку |      | Встановлено в пам'ять про жертв фашизму на Черкащині |
| Жертвам Чорнобильської трагедії пам'ятний знак                   | 2008              | У Соборному парку |      | Встановлено в пам'ять про жертв Чорнобильської катастрофи. Автори пам'ятника — М. Теліженко та І. Й. Лавріненко |
| Зруйнованим храмам пам'ятник                                     | 2004              | Біля Свято-Михайлівського собору                                                                                       |      | Встановлено в пам'ять про жертв сталінських репресій та зруйнований храмам міста. Створений з бронзи. Ідея пам'ятника як меморіалу зруйнованим храмам належить владиці Софронію                                                                                    |
| Раїсі Кириченко погруддя                                         | 26 червня 2018    | вул. Хрещатик, будівля обласної філармонії                                                                             |      | Встановлено на честь Народної артистки України Раїси Кириченко, яка працювала в Черкаській обласній філармонії протягом 1968—1987 рр. |
| Козацькій славі пам'ятний знак                                   | 1997              | На розі бульвару Шевченка та вулиці Припортовій                                                                        |      | Встановлено як попередній знак про створення в майбутньому тут пам'ятника козацькій славі |
| Курбанову О. П. пам'ятник                                        |                   | Біля будівлі підприємства «Фотоприлад»                                                                                 |      | Встановлено на честь засновника та першого директора заводу Курбанова О. П. |
| Луценка О. М. погруддя                                           |                   | На території Міської гімназії № 9 по вулиці Юрія Іллєнка                                                               |      | Встановлено на честь Героя Радянського Союзу Онуфрія Луценка |
| Майдану Богдана Хмельницького пам'ятний знак                     | 1995              | Біля площі Богдана Хмельницького, шинок «У Богдана»                                                                    |      | Встановлено на честь найменування площі іменем Богдана Хмельницького |
| Михайлу Максимовичу пам'ятний знак                               | 15 червня 2017    | Біля будівлі Наукової бібліотеки імені Михайла Максимовича Черкаського національного університету ім. Б. Хмельницького |      | Встановлено на честь Михайла Максимовича. Скульптор — Єгор Терехов. |
| Мельникову А. В. пам'ятний знак                                  |                   | По вулиці Чигиринській                                                                                                 |      | Встановлено на честь Героя Радянського Союзу Мельникова А. В. |
| Менделєєву Д. І. пам'ятник                                       | 1975              | Біля ВАТ «Азот» |      | Встановлено російському хіміку Менделєєву Дмитро Івановичу. Створений з граніту та бронзи, висота 4,5 м |
| Момоту Ігору Федоровичу пам'ятник                                | 24 серпня 2016    | Біля Свято-Троїцького кафедрального собору                                                                             |      | Встановлено на честь генерала-прикордонника Ігора Момота |
| Морякам Пінської флотилії пам'ятний знак                         |                   | Біля річкового вокзалу                                                                                                 |      | Встановлено на честь моряків Дніпровського загону Пінської флотилії, які захищали Черкаси 1941 року |
| На честь 10-річчя створення ДАІ МВС України пам'ятний знак       |                   | На території ДАІ УМВС України в Черкаській області                                                                     |      | Встановлено на честь 10-річчя створення ДАІ МВС України та на знак пошани ветеранам ДАІ Черкаської області |
| На честь 25-річчя визволення Черкас пам'ятник                    | 1968              | На розі вулиці Смілянської та вулиці Вернигори                                                                         |      | 76-мм дивізійна гармата зразка 1942 року (ЗІС-3) встановлена на честь 25-річчя визволення Черкас від німецької окупації військами 2-го Українського фронту. |
| На честь 65-річчя Перемоги і танкістам пам'ятник                 | 2010              | У парку Перемоги |      | Танк Т-64 установлено в ознаменування 65 річниці перемоги у Другій світовій війні та на честь 41-ї танкової дивізії, яка брала участь у визволенні Черкас 1943 року                                                                                                |
| На честь 100-річчя футболу на Черкащині пам'ятний знак           | 2005              | Біля Центрального стадіону на розі вулиці Смілянської і вулиці Надпільної                                              |      | Встановлено на честь 100-річчя розвитку футболу на Черкащині |
| На честь визволення Черкас пам'ятний знак                        |                   | На площі Слави |      | Встановлено на честь визволення Черкас 1943 року |
| Пагорб Слави меморіальний комплекс                               | 1975              | Біля площі Слави |      | Складається з пам'ятника Вітчизна-Мати з вічним вогнем, 5 бронзових барельєфів та могил 5 Героїв Радянського Союзу |
| Пирогову М. І. пам'ятник                                         |                   | На території Черкаської обласної лікарні                                                                               |      | Встановлено на честь російського хірурга, анатома і педагога Миколи Пирогову |
| Підкови Івана погруддя                                           | 1986              | У сквері Богдана Хмельницького                                                                                         |      | Встановлено козацькому отаману, молдавському господарю Івану Підкові. Скульптор Петро Кулик, архітектор Володимир Блюсюк. |
| Пожежнику пам'ятник                                              | 2011              | Перед пожежним депо № 2 (вул. Чигиринська)                                                                             |      | Встановлено на честь пожежників міста |
| Понтон пам'ятний знак                                            | 1991              | Перед в'їздом на Черкаську дамбу                                                                                       |      | Знак встановлено на честь відбудови мосту через Дніпро військовими частинами в роки Другої світової війни |
| Прикордонникам усіх поколінь пам'ятник                           | 24 травня 2012    | У Парку Перемоги |      | Пам'ятник встановлено на честь захисників кордонів усіх часів. Відкриття приурочено до 20-ї річниці Навчального центру Державної прикордонної служби України в Оршанці                                                                                             |
| Проні Прокопівні пам'ятник                                       | 2011              | Перед ювелірним магазином по вулиці Смілянській                                                                        |      | Встановлено на честь персонажу відомої радянської кінокомедії Проні Прокопівни. Автор — скульптор Олександр Гульбіс. Виготовлений із склопластику, пофарбований під бронзу                                                                                         |
| Проні Прокопівні та Голохвастову пам'ятник                       | 2009              | По вулиці Небесної Сотні                                                                                               |      | Встановлені на честь персонажів відомої радянської кінокомедії «За двома зайцями». Автор — скульптор Олександр Гульбіс. Встановлено за ініціативою й коштом черкаських підприємців Ніни та Володимира Колісників. Створено із склопластику, пофарбовані під бронзу |
| Путейка М. К. погруддя                                           | 1986              | На території СШ № 27                                                                                                   |      | Встановлено на честь Героя Радянського Союзу Путейка Михайла Костянтиновича. Бронзове погруддя на гранітному постаменті висотою 1,65 м, позад гранітний обеліск із зображенням зірки. Автор — скульптор А. І. Кравченко                                            |
| Русалці скульптура                                               |                   | Черкаський міський парк «Сосновий Бір»                                                                                 |      | Скульптура на ставку |
| Святителя-хірурга Луки, пам'ятник                                | 15 червня 2023    | На перехресті вулиці Святителя-хірурга Луки з бульваром Шевченка                                                       |      | Встановлено на честь відомого лікаря й архієпископа Святителя-хірурга Луки. Автор – Володимир Толстоп’ятов. |
| Симоненку В. А. пам'ятник                                        | 17 листопада 2010 | По вулиці Верхній Горовій за будинком РАГСу                                                                            |      | Встановлено на честь українського поета Василя Симоненка. Автор — скульптор В. Димйон |
| Сироти М. Д. погруддя                                            | 2017              | Перед Черкаським державним технологічним університетом                                                                 |      | Встановлено на честь Михайла Сироти, одного з авторів конституції України, випускника та проректора ЧДТУ |
| Скрипкамініскульптура                                            | 2023              | На будівлі одного із корпусів музичної школи №2                                                                        |      | Частина проєкту невеликих скульптур музичних інструментів, які будуть розташовуватися по всьому місту. Автором цієї роботи є Владислав Димйон |
| Смаглія О. В. погруддя                                           | 1991              | На території ЗОШ № 26                                                                                                  |      | Встановлено на честь Героя Радянського Союзу Олексія Смаглія. Бронзове погруддя на гранітному постаменті висотою 1,3 м, прикрашеному лавровою гілкою |
| Студентам-випускникам пам'ятник                                  | 2010              | На території Східно-Європейського університету                                                                         |      | Встановлено на честь студентів-випускників вузу |
| Сходи знань скульптура                                           | 2010              | На площі Знань перед ЧДТУ                                                                                              |      | Встановлено на честь науки та наукових знань |
| Хмельницького Богдана пам'ятник-погруддя                         | 2014              | Перед будівлею Черкаського національного університету імені Богдана Хмельницького                                      |      | Встановлено на честь українського гетьмана, на честь якого названий університет. Автор — Фізер Іван Васильович. Бронзовий пам'ятник встановлено у 2014 на заміну гіпсовому, автором якого також був І. Фізер.                                                      |
| Хмельницькому Богдану пам'ятник                                  | 1995              | По бульвару Шевченка                                                                                                   |      | Встановлено на честь 400-річчя від дня народження гетьмана Війська Запорозького Богдана Хмельницького |
| Хмельницькому Богдану                                            | 1954              | На території КП «Черкаський водоканал»                                                                                 |      | Спочатку встановлено в Соборному парку, 1993 року перенесено на сучасне місце |
| «Черкаському водоканалу» пам'ятник                               | 2004              | Біля КП «Черкаський водоканал»                                                                                         |      | Встановлено на честь 90-річчя КП «Черкаський водоканал» |
| Чиковані В. В. погруддя                                          |                   | На території ЗОШ № 12                                                                                                  |      | Встановлено на честь Героя Радянського Союзу Вахтанга Володимировича Чиковані |
| Шевченка Т. Г. погруддя                                          | 1989              | На території ЗОШ № 22                                                                                                  |      | Встановлено на честь 175-річчя від дня народження українського поета Тараса Шевченка. Створено з граніту та міді, ліворуч зображено «Кобзар». Автор — А. І. Кравченко                                                                                              |
| Шевченка Т. Г. погруддя                                          |                   | Перед Гарнізонним будинком офіцерів                                                                                    |      | Встановлено на честь українського поета та художника Тараса Шевченка |
| Шевченкові Т. Г. пам'ятник                                       | 1964              | Біля обласного драматичного театру                                                                                     |      | Встановлено на честь 150-річчя від дня народження українського поета Тараса Григоровича Шевченка |

## Пам'ятні дошки
| Назва                                                  | Рік встановлення    | Розташування | Фото | Короткі відомості |
| Амбросу С. С.                                          | 13 жовтня 2015 року | На фасаді Черкаської міської гімназії № 31                                                                       |      | Встановлено на честь Сергія Амброса, загиблого учасника Війни на сході України, випускника гімназії                                                                                    |
| Боклогову І. П.                                        | 2 березня 2018 року | На фасаді Черкаського інституту банківської справи                                                               |      | Встановлено на честь Івана Боклогова, ініціатора створення у Черкасах фінансового технікуму                                                                                            |
| Вергаю В. М.                                           | Травень 2015 року   | На фасаді Черкаської спеціалізованої школи № 28                                                                  |      | Встановлено на честь Віталія Вергая, загиблого учасника Війни на сході України, випускника школи                                                                                       |
| Вернигорі П. Л.                                        |                     | На фасаді будинку по вулиці Вернигори                                                                            |      | Встановлено про назву вулиці на честь Героя Радянського Союзу Петра Вернигори |
| Галві В. А.                                            | 27 серпня 2015 року | На фасаді Черкаського колегіуму «Берегиня»                                                                       |      | Встановлено на честь В'ячеслава Галви, загиблого учасника Війни на сході України |
| Дубицькому С. Й.                                       |                     | На фасаді будинку № 223 по вулиці Хрещатик (Головне управління містобудування та архітектури Черкаської області) |      | Встановлено на честь Станіслава Дубицького, який працював в цьому будинку в 1954—1954 роках першим головним архітектором Черкаської області                                            |
| Дубовому П. А.                                         |                     | На фасаді будинку № 345 по бульвару Шевченка                                                                     |      | Встановлено на честь Петра Дубового, командира партизанського загону, що діяв в роки Другої Світової війни в Холодному Яру; він жив в цьому будинку до 1969 року                       |
| Жирному О. О.                                          |                     | На фасаді будинку № 22 по вулиці О. Дашковича                                                                    |      | Встановлено на честь Олексія Жирного, який загинув під час ліквідації пожежі в цьому будинку 24 квітня 1990 року                                                                       |
| Захаренку О. А.                                        | 2 лютого 2017 року  | На фасаді корпусу № 4 ЧНУ по вулиці О. Дашковича                                                                 |      | Встановлено на честь видатного українського педагога-новатора, народного учителя та академіка Олександра Захаренка                                                                     |
| Каравайському Б. І.                                    | Березень 2015 року  | На фасаді Черкаської спеціалізованої школи № 18                                                                  |      | Встановлено на честь Богдана Каравайського, загиблого учасника Війни на сході України                                                                                                  |
| Кондратюку О. І.                                       | 19 січня 2018 року  | На фасаді Черкаської медичної академії                                                                           |      | Встановлено на честь Олександра Кондратюка, загиблого учасника Війни на сході України                                                                                                  |
| Кушніру М. О.                                          | 2016 року           | На фасаді Черкаського музичного училища                                                                          |      | Встановлено на будинку, в якому у 1901—1909 роках навчався один із засновників ОУН, учасник Першого великого збору ОУН у Відні, головний суддя організаційного суду ОУН Макара Кушніра |
| Лазаренку П. М.                                        |                     | На фасаді Черкаської міської гімназії № 1                                                                        |      | Встановлено на честь Павла Лазаренка, загиблого учасника Війни на сході України |
| Лазарєву Ф. Ф.                                         |                     | На фасаді будинку № 2 по вулиці Лазарєва                                                                         |      | Встановлено про назву вулиці на честь Героя Радянського Союзу Федора Лазарєва |
| Лазарєву Ф. Ф.                                         | 1987 року           | На фасаді готелю «Черкаси» по вулиці Лазарєва                                                                    |      | Встановлено про назву вулиці на честь Героя Радянського Союзу Федора Лазарєва. Виготовлено із бронзи на Київському ТВО «Художник»                                                      |
| Лутаку І. К.                                           | 2011 року           | На фасаді будинку № 10 по вулиці Б. Вишневецького                                                                |      | Встановлено на фасаді будинку, де проживав перший губернатор Черкаської області Іван Лутак                                                                                             |
| Момоту І. Ф.                                           |                     | На фасаді Черкаської загальноосвітньої школи № 26                                                                |      | Встановлено на честь Ігоря Момота, загиблого учасника Війни на сході України |
| Нарбуту Д. Г.                                          |                     | На фасаді Черкаської художньої школи імені Данила Нарбута                                                        |      | Встановлено про назву художньої школи іменем Данила Нарбута |
| Нарбуту Д. Г.                                          |                     | На фасаді будинку № 24 по вулиці Байди Вишневецького                                                             |      | Встановлено на честь Данила Нарбута, який жив і працював в цьому будинку в 1965—1998 роках                                                                                             |
| На честь 175-річчя створення генерального плану Черкас | 2001 року           | На фасаді мерії                                                                                                  |      | Встановлено на честь 175-річчя створення генерального плану Черкас Вільямом Гесте |
| Миколі Негоді та Анатолію Пашкевичу                    |                     | вул. Хрещатик, будівля обласної філармонії                                                                       |      | Встановлено на честь народного артиста України Анатолія Пашкевича та заслуженого діяча мистецтв України Миколи Негоди                                                                  |
| Павловій А. П.                                         |                     | На будинку № 5 по вулиці Симоненка                                                                               |      | Встановлено на честь черкаського архітектора Аліси Павлової, яка працювала в цьому будинку в 1964—1996 роках                                                                           |
| Панченку О. А.                                         |                     | На фасаді Черкаської загальноосвітньої школи № 4                                                                 |      | Встановлено на честь Олексія Панченка, загиблого учасника Війни на сході України |
| Поднєвичу В. О.                                        |                     | На фасаді Черкаської загальноосвітньої школи № 19                                                                |      | Встановлено на честь Героя Радянського Союзу Валентина Поднєвича, чиє ім'я носила школа у радянські часи                                                                               |
| Подолянчуку Є. П.                                      |                     | На фасаді Черкаської спеціалізованої школи № 3                                                                   |      | Встановлено на честь Євгена Подолянчука, загиблого учасника Війни на сході України |
| Поповій Н. М.                                          | 29 жовтня 2013 року | На будинку № 188 по вулиці Хрещатик                                                                              |      | Встановлено на честь Народної артистки України та почесної громадянки Черкас Надії Попової. Автор дошки — скульптор Іван Лавріненко                                                    |
| Ренькасу О. С.                                         |                     | На фасаді будинку № 223 по вулиці Хрещатик (Головне управління містобудування та архітектури Черкаської області) |      | Встановлено на честь Олександра Ренькаса, який працював в цьому будинку в 1964—1991 роках головним архітектором Черкаської області                                                     |
| Рибці А. Й.                                            |                     | На фасаді онкологічного відділення Черкаської обласної лікарні                                                   |      | Встановлено на честь Рибки Володимира Йосиповича, засновнику онкологічної служби у Черкаській області                                                                                  |
| Самойлову С.                                           |                     | На фасаді будинку № 218 по бульвару Шевченка                                                                     |      | Встановлено на честь Станіслава Самойлова, відомого черкаського архітектора, який працював в цьому будинку                                                                             |
| Симоненку В. А.                                        | 1989 року           | На фасаді будинку № 1 по вулиці Симоненка                                                                        |      | Встановлено про назву вулиці на честь українського поета Василя Симоненка. Виготовлено із бронзи. Автор — скульптор С. Й. Грабовський                                                  |
| Симоненку В. А.                                        |                     | На фасаді будинку № 345 по бульвару Шевченка                                                                     |      | Встановлено на честь українського поета Василя Симоненка, який жив в цьому будинку в 1959—1963 роках                                                                                   |
| Ситнику А. І.                                          | 10 липня 2014 року  | На будинку № 25 по вулиці Митницькій                                                                             |      | Встановлено на честь Народного артиста України та художнього керівника Черкаського обласного драматичного театру Аліму Ситнику                                                         |
| Сліди війни                                            | 2008 року           | На фасаді будинку № 33 по вулиці Байди Вишневецького                                                             |      | Встановлено на місці, де залишились сліди від снарядів при визволенні Черкас в 1943 році                                                                                               |
| Собчуку М. Я.                                          |                     | На фасаді будинку № 197 по бульвару Шевченка                                                                     |      | Встановлено на будинку, де працював в 1987—2000 роках архітектор Микола Собчук, лауреат Державної премії СРСР та Національної премії імені Т. Г. Шевченка                              |
| Терещенку А. С.                                        |                     | На фасаді Черкаської загальноосвітньої школи № 30                                                                |      | Встановлено на честь Андрія Терещенка, загиблого учасника Війни на сході України |
| Тканку О. В.                                           |                     | На фасаді ЧНУ |      | Встановлено на честь Героя Радянського Союзу, ректора ЧДПУ Олександра Тканка |
| Федорову І. В.                                         |                     | |      | Встановлено на честь Івана Федорова, Героя Радянського Союзу генерал-майора авіації, який працював у цьому будинку                                                                     |
| Фесуну А. І.                                           |                     | На фасаді головного корпусу Черкаської обласної лікарні                                                          |      | Встановлено на честь Анатолія Фесуна, головного лікаря Черкаської обласної лікарні в 1984—2003 роках                                                                                   |
| Фуженку А. С.                                          |                     | На фасаді управління та планування Черкаської ОДА                                                                |      | Встановлено на честь Анатолія Фуженка, українського скульптура, професора, Заслуженого діяча мистецтв України                                                                          |
| Черненку А. М.                                         | 16 лютого 2017 року | На фасаді Черкаської загальноосвітньої школи № 8                                                                 |      | Встановлено на честь Героя України, одного із Небесної сотні Андрія Черненка, який навчався у цій школі                                                                                |
| Черненку М. Ю.                                         |                     | На фасаді мерії                                                                                                  |      | Встановлено на честь члена Національної спілки архітекторів України Михайла Черненка, який спроектував будинок мерії в 1980 році                                                       |
| Чіковані В. В.                                         |                     | На фасаді Палацу дитячої та юнацької творчості                                                                   |      | Встановлено на честь Героя Радянського Союзу Вахтанга Чіковані, який здійснив подвиг при штурмі цього будинку                                                                          |
| Шаповалу О. С.                                         |                     | На фасаді Черкаської загальноосвітньої школи № 30                                                                |      | Встановлено на честь Олександра Шаповала, загиблого учасника Війни на сході України |
| Шнейдратусу В. О.                                      |                     | На фасаді готелю «Optima»                                                                                        |      | Встановлено на честь головного архітектора міст Черкаси та Берлін, Житомирської області, професора та академіка Вернера Шнейдратуса                                                    |

## Демонтовані або змінені
| Назва                                            | Роки існування       | Розташування                                                                             | Фото | Короткі відомості |
| Батицького П. Ф. погруддя                        | До 2017 року         | У дворі Черкаської міської гімназії № 31                                                 |      | Встановлено на честь маршала СРСР Павла Батицького. 2017 року у процесі декомунізації погруддя було перенесене до Черкаського обласного краєзнавчого музею       |
| Батицькому П. Ф. пам'ятна дошка                  | До 2017 року         | На фасаді Черкаської міської гімназії № 31                                               |      | Встановлено на честь маршала СРСР Павла Батицького. 2017 року у процесі декомунізації пам'ятна дошка була перенесена до Черкаського обласного краєзнавчого музею |
| Ватутіну М. Ф. пам'ятний знак                    | до 2016 року         | На розі вулиць Гетьмана Сагайдачного та Максима Залізняка                                |      | Встановлено про найменування вулиці імені Миколи Ватутіна (сучасна вулиця Гетьмана Сагайдачного). 2016 року було перетворено на пам'ятник воїнам АТО             |
| Варенику пам'ятник                               | 2006—2013 роки       | Був встановлений перед готелем «Росава» по вулиці Верхній Горовій                        |      | Єдиний в Україні пам'ятник варенику. Ініціатором створення став директор готелю Микола Петренко                                                                  |
| Жіноцтву пам'ятник                               | 2009—2013 роки       | Був встановлений перед готелем «Росава» по вулиці Верхній Горовій                        |      | Встановлено уособленню українського жіноцтва. Автор пам'ятника з глини — скульптор Іван Фізер. Ідея і спонсорство — директор готелю «Росава» Микола Петренко     |
| Імператору Олександру ІІ пам'ятник               | 1908—1917 роки       | На перехресті бульвару Шевченка (Олександрівського/Старочигиринської) і вул. Смілянської |      | Встановлено на честь російського імператора Олександра ІІ. Тоді ж вул. Старочигиринську було перейменовано на Олександрівський бульвар.                          |
| Кірову С. М. пам'ятна дошка                      |                      | На будинку ТСОУ на площі Слави                                                           |      | Встановлено про назву вулиці Кірова (сучасної Святотроїцької) на честь комуністичного діяча та революціонера Сергія Кірова                                       |
| Леніну В. І. пам'ятник                           | 1970—2008            | На Центральній площі (з 1970 року — площа Леніна, з 2010 року — Соборна)                 |      | скульптор К. А. Кузнецов |
| Петровському Г. І. пам'ятна дошка                |                      |                                                                                          |      | Встановлено на честь соратника Леніна та українського старости, одного з організаторів Голодомору Григорія Петровського.                                         |
| Горькому Максиму пам'ятний знак                  | до 6 жовтня 2022     | На розі вулиці Юрія Іллєнка і вулиці Сергія Амброса                                      |      | |
| Чекістам і робітникам міліції ВВВ пам'ятний знак | 11 вересня 2023 року | Соборний парк                                                                            |      | Встановлено на честь чекістів та робітників міліції, які полягли на бойовому посту в роки Другої Світової війни                                                  |